# Paralamyctes wellingtonensis
Paralamyctes wellingtonensis är en mångfotingart som beskrevs av Edgecombe 2003. Paralamyctes wellingtonensis ingår i släktet Paralamyctes och familjen fåögonkrypare. Inga underarter finns listade i Catalogue of Life.